# 노에미 르누아르
노에미 르누아르(Noémie Lenoir, 1979년 9월 19일 ~ )는 프랑스의 모델, 배우이다.